# حصن الكبير
حصن الكبير هو أحد أقدم الحصون في حضرموت باليمن فقد تم بناؤه على يد أبناء جيدين الثلاثة سعد وسعيد وعبد الله قبل أكثر من 200 عام

## الموقع
يقع الحصن على ربوة مرتفعة غرب قرية الحافة وقد شيد من الطين الحمراء وأعواد الشجر وهو من دورين علوي وسفلي  في مكان استراتيجي وواجهته إلى الجنوب ويشتمل في بنائه على أسس حربيه حيث إن هناك كثيرا من المشاويف أو المنظار بجميع جوانبه لكي يتمكن الرجال في داخل الحصن من تصويب سلاحهم عبر هذه المناظير إلى عدوهم بالخارج

## حوادث
لقد شهد الحصن كثيرا من الحوادث لعل أشهرها حصار السلطنة القعيطية لقبيلة الجريري في هذا الحصن ولكن ببسالة رجال الجريري ومنعة الحصن لم تستطع السلطنة فتحه بل قتل قائد الحصار تحت أسوار الحصن حيث رجع جيشه خائبا كما تذكر المصادر التاريخية